# Dreiecktuch

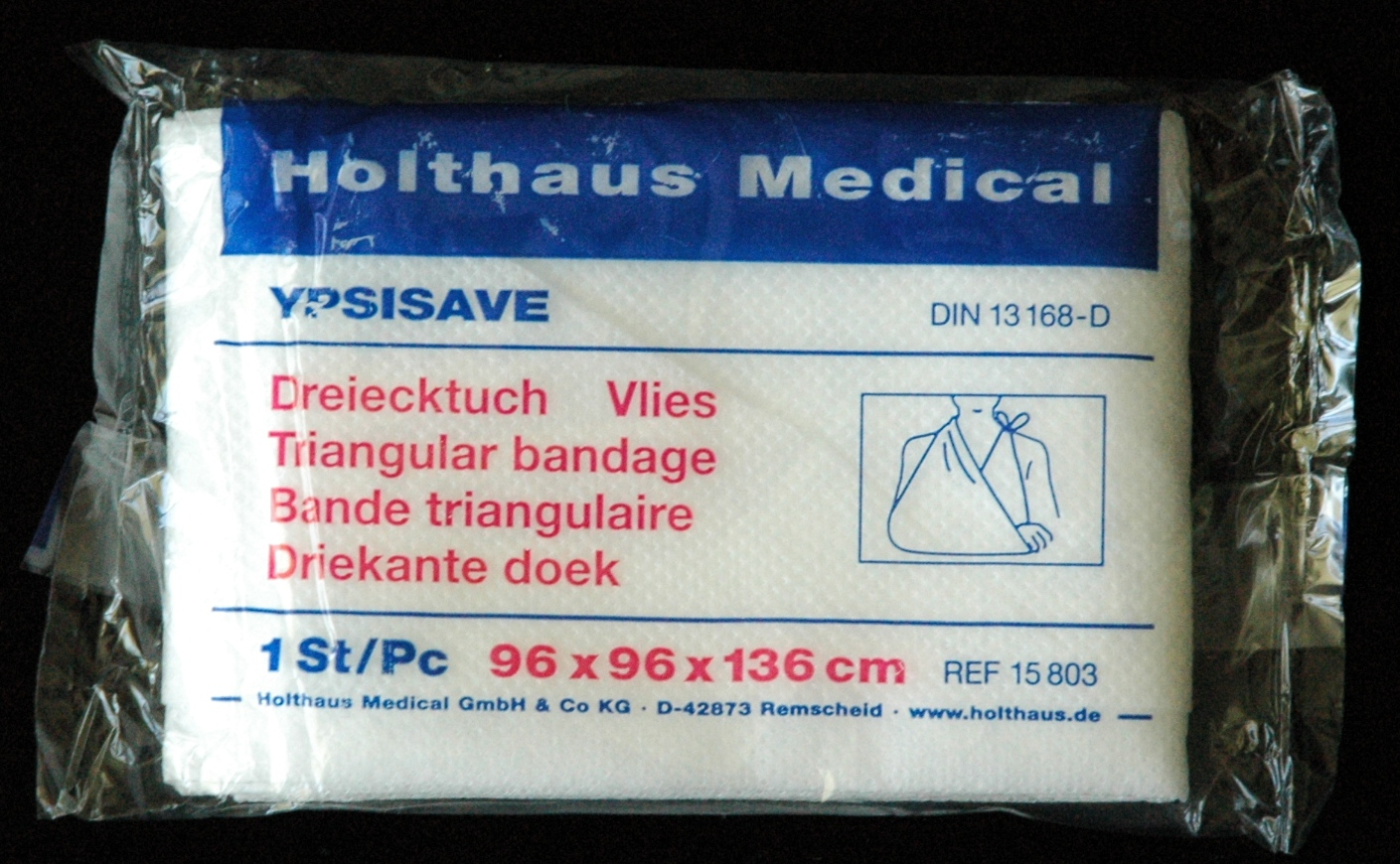
Dreiecktuch verpackt

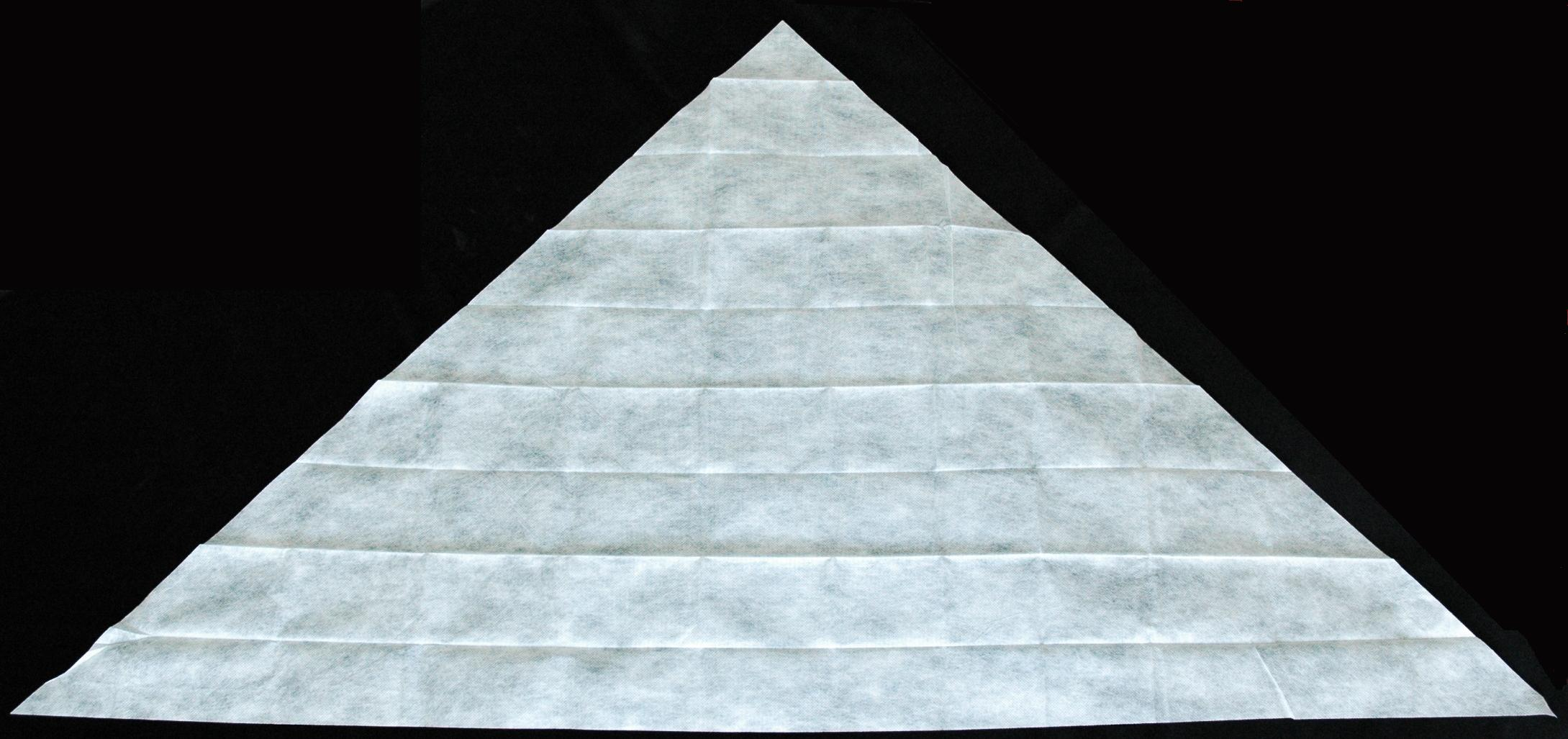
Dreiecktuch entfaltet

Das Dreiecktuch (auch Dreieckstuch) ist ein Verbandmittel und Bestandteil eines Verbandkastens.

## Beschreibung und Anwendung
Das Dreiecktuch hat die Form eines annähernd rechtwinkligen, gleichschenkligen Dreiecks mit einer Basislänge von meist etwas über 1,3 m und Kathetenlängen von knapp unter 1 m. Es besteht aus Baumwolle oder modernem Faserstoff. Die Farbe ist in der Regel naturweiß, schwarz oder beim Militär braun oliv.
In Deutschland ist das Dreiecktuch in der DIN 13168-D mit Dimensionen von 96 und 136 cm genormt, in Österreich in der ÖNORM K 2122.
Es wird in der Ersten Hilfe als Fixiermittel, Polsterung oder Tragehilfe verwendet. Als unsteriles Verbandmittel ist es für die direkte Wundabdeckung ungeeignet. Verschiedene Anwendungen erfordern das Falten des Dreiecktuchs zu einer Dreiecktuchkrawatte.
Dreiecktücher dienen als schnell und einfach anzulegende Verbände für Kopf-, Kinn-, Schulter-, Ellbogen-, Hand-, Knie-, Fuß- und Hüftverletzungen bis hin zum Druckverband. Sie dienen dazu, eine sterile Kompresse oder ein Verbandtuch an Ort und Stelle zu fixieren. Die Enden können mit einem Kreuzknoten zusammengebunden werden. Das Dreiecktuch dient auch zur Ruhigstellung bei Frakturen, als Armtragetuch oder zur Anfertigung von Ringpolstern zur Stabilisierung von einspießenden Fremdkörpern. Ebenso kann es zum Tragering gefaltet werden, der dem Patiententransport durch zwei Helfer dient. Dazu wickelt man die Spitze des Dreieckstuch ein, bis es zu einem Streifen zusammengelegt ist, daraufhin überkreuzt man die Enden, um einen Ring zu formen, und wickelt dann die Enden gegenläufig um den entstehenden Ring, bis dieser vollständig umgewickelt ist.
Dreiecktücher werden heute vorwiegend in der Ersten Hilfe durch nicht-medizinisches Personal, in Situationen, wo nur reduziertes Material zur Verfügung steht, oder im militärischen Bereich eingesetzt. Im Rettungsdienst, im Krankenhaus und in ärztlichen Praxen werden sie dagegen kaum noch verwendet. Zur Versorgung von Wunden gibt es bessere bzw. spezialisiertere Methoden und Hilfsmittel, z. B. kann man mit modernen Binden und Sets einen Druckverband genauso setzen wie mit der erst noch zu faltenden Dreieckstuchs-Krawatte. Frakturen werden heute eher mit biegsamen Alu-Kunststoff-Schienen („SAM Splints“) oder Vakuummatten/-schienen fixiert. In der Ausbildung wird die Verwendung zwar noch gelehrt, in der Praxis werden sie aber so gut wie gar nicht mehr eingesetzt.
Dementsprechend ist das Dreieckstuch im Sanitätskoffer (DIN 13155) noch enthalten, in der Notfall-Ausrüstung (DIN 13232) dagegen nicht mehr (Notfallkoffer).

## Geschichte

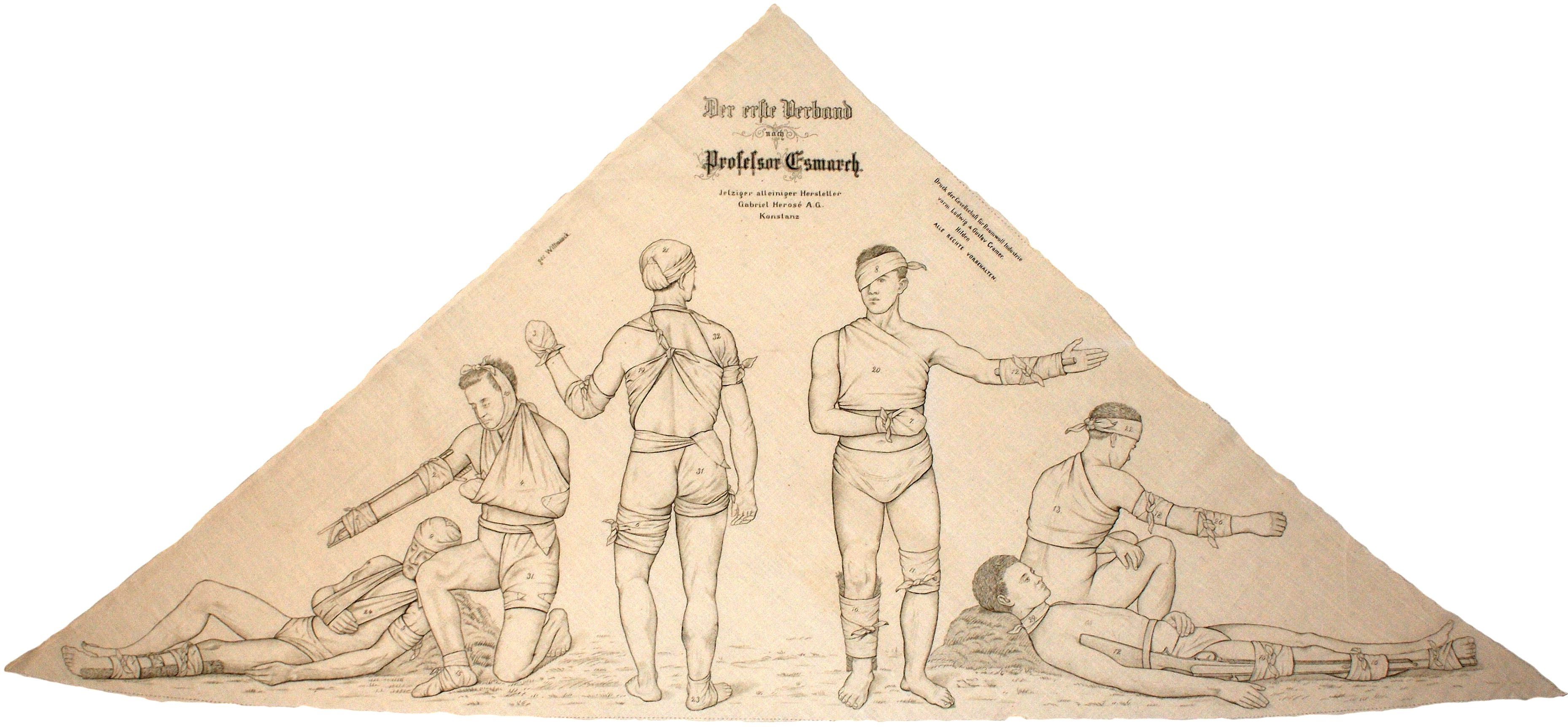
Dreiecktuch von Esmarch mit Zeichnungen von Johann Heinrich Wittmaack

Erfinder des Dreiecktuchs war der Kieler Arzt Friedrich von Esmarch. Er hatte als Chirurg an der Schleswig-Holsteinischen Erhebung 1848/51 und den Deutschen Einigungskriegen 1864–71 teilgenommen und sich später als Unfallchirurg und Mitbegründer der Ersten Hilfe in Deutschland einen Namen gemacht. In seiner Schrift Der erste Verband auf dem Schlachtfelde stellte er 1869 erstmals ein Dreiecktuch aus Baumwolle oder Leinen als vielseitig verwendbaren Verband vor. Seit 1873 wurde das Tuch, bedruckt mit Zeichnungen von Johann Heinrich Wittmaack, die insgesamt 34 Anwendungsmöglichkeiten darstellen, produziert.